# Puerto Jimenez Airport
Puerto Jimenez Airport är en flygplats i Costa Rica.   Den ligger i provinsen Puntarenas, i den södra delen av landet, 180 km sydost om huvudstaden San José. Puerto Jimenez Airport ligger 7 meter över havet.
Terrängen runt Puerto Jimenez Airport är platt åt nordväst, men åt sydväst är den kuperad. Havet är nära Puerto Jimenez Airport åt nordost.